# Axel Holst (Hygieniker)

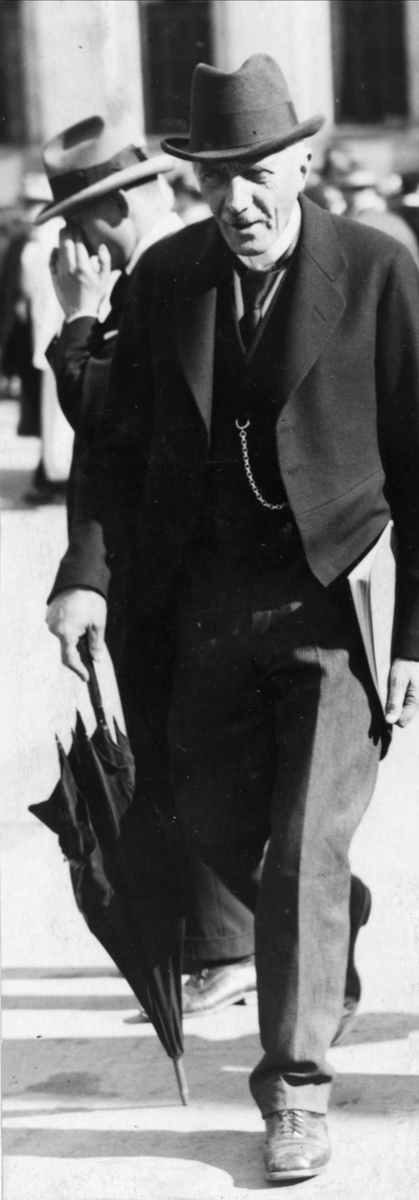
Axel Holst, um 1930

Axel Holst (* 6. September 1860 in Christiania; † 26. April 1931 in Oslo) war ein norwegischer Hygieniker und Bakteriologe sowie Professor der Hygiene und der Bakteriologie an der Universität Oslo. Weltweite Bekanntheit erlangte er durch seine Beiträge zu Beriberi und Skorbut.

## Leben
Holst erwarb 1884 einen medizinischen Grad und erhielt 1892 die Approbation zum Arzt. 1893 erhielt er einen Lehrstuhl an der Königlichen Friedrichs-Universität, Oslo, wo er bis 1921 lehrte und forschte. Zusammen mit den Kinderarzt Theodor Frølich untersuchte Holst eine Krankheit, die bei der norwegischen Fischereiflotte auftrat. Angeregt durch die Forschungsergebnisse von Christiaan Eijkman und Gerrit Grijns vermutete Holst einen Ernährungsmangel. Er nannte die Krankheit daraufhin Schiffs-Beriberi.
In Tierversuchen mit Meerschweinchen entdeckten Holst und Frølich dann, dass die Tiere bei bestimmten Körnerdiäten Skorbut entwickelten. Ferner stellten sie fest, dass mit einer Nahrungsergänzung von frischem Kohl oder Zitronensaft die Krankheit verhindert werden konnte.
Die von Holst und Frølich 1907 veröffentlichten Ergebnisse, die auch zeigten, dass die gegen Skorbut und Beriberi wirksamen Faktoren nicht identisch sind, wurden von der Fachwelt jedoch nicht angenommen. Es sollte noch einige Jahre dauern, bis sich die Theorie der Vitamine durchsetzte und Holst mit seinen Untersuchungen anerkannt wurde.
Seit 1919 war er auswärtiges Mitglied der Königlich Niederländischen Akademie der Wissenschaften.
Holst ist seit 1959 Namensgeber für den Holst Point, eine Landspitze an der Westküste der Antarktischen Halbinsel.